# Iain Matthews

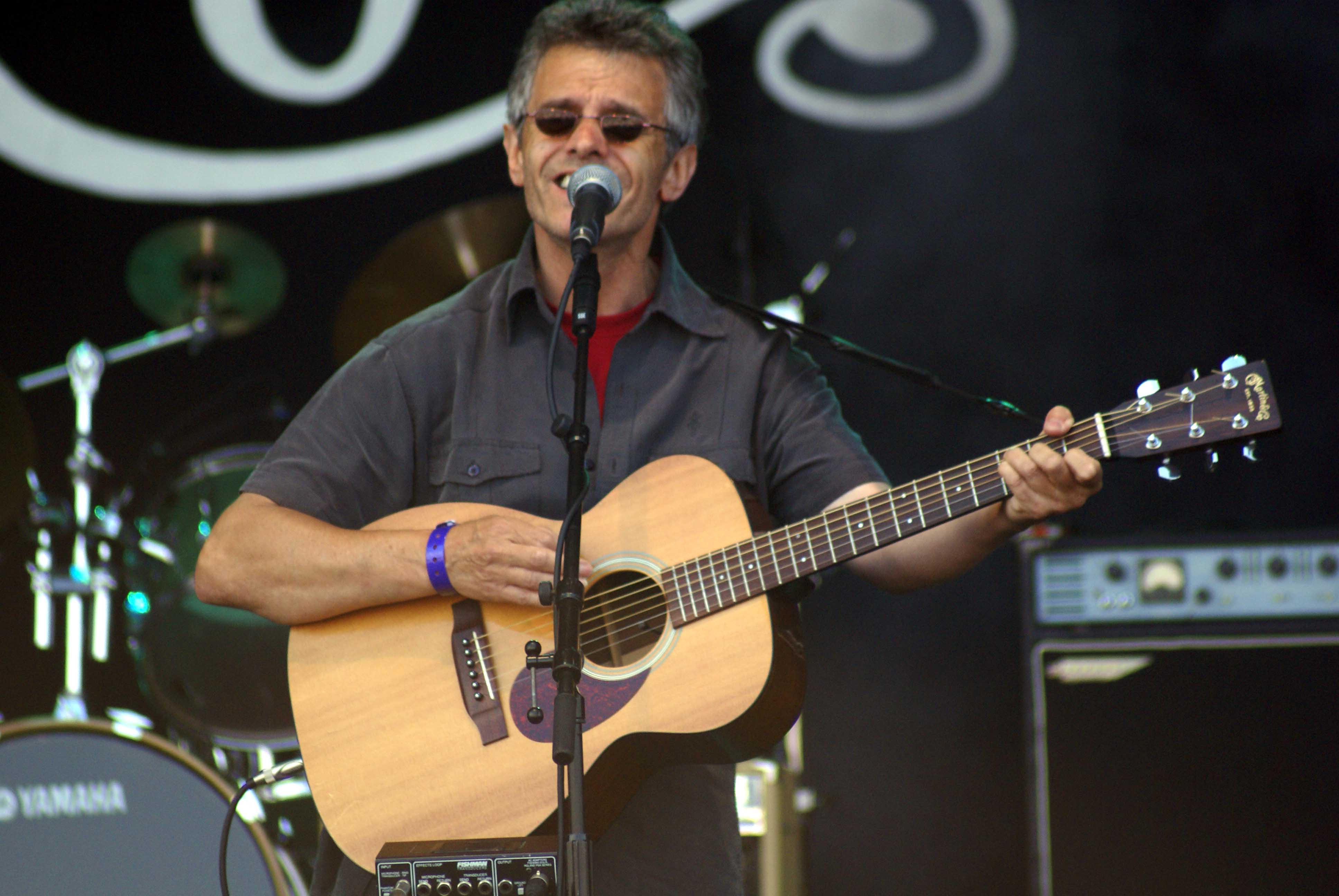
Iain Matthews im Jahr 2007 am Cropredy Festival.

Iain Matthews (eigentlich Iain Matthew McDonald; * 16. Juni 1946 in Scunthorpe, Lincolnshire) ist ein britischer Folk-Sänger und -Gitarrist. 1970 hatte er als Leadsänger der nach ihm benannten Band Matthews Southern Comfort mit einem Cover des Joni-Mitchell-Lieds Woodstock einen Nummer-eins-Hit in Großbritannien. Ab 1971 veröffentlichte er seine Werke als Ian Matthews, ab 1990 als Iain Matthews.

## Biographie

### Die Anfänge
Matthews wuchs in Scunthorpe auf, wo er bei den Lokal-Acts The Classics und The Rebels spielte. Später zog er dann nach London, um sich 1966 der Surfband Pyramid anzuschließen, die er jedoch bald wieder verließ. Nachdem Ashley Hutchings auf ihn aufmerksam geworden war, wurde er Mitte 1967 Mitglied von Fairport Convention und änderte nach Veröffentlichung des ersten Albums seinen Nachnamen von MacDonald zu Matthews, um Verwechslungen mit dem King-Crimson-Musiker Ian MacDonald zu vermeiden. Doch auch bei Fairport Convention hielt es Matthews nicht lange. Während der Aufnahmen zu Unhalfbricking 1969 kehrte er der Band den Rücken.

### Matthews Southern Comfort
Noch im selben Jahr versammelte Matthews die Band Matthews Southern Comfort um sich, deren erste Single Colorado Springs Eternal im November 1969 veröffentlicht wurde. Die LP Matthews’ Southern Comfort erschien dann im Januar 1970. Musiker der Band waren neben Matthews: Gordon Huntley (Pedal-Steel-Gitarre), Carl Barnwell (Gitarre, Gesang), Mark Griffiths (Gitarre), Andy Leigh (Bass) und Ray Duffy (Schlagzeug). Matthews Southern Comfort nahmen im Jahre 1970 noch zwei weitere Alben auf: Second Spring und Later That Same Year. Außerdem brachte die Band am 31. Oktober 1970 eine Coverversion von Joni Mitchells Woodstock auf Platz 1 der britischen Singles-Charts. Trotz der Popularität der Band trennte sich Matthews im November des Jahres von ihr, indem er während eines Auftrittes kurzerhand die Bühne verließ. Die Band machte als Southern Comfort weiter und veröffentlichte 1971/1972 drei weitere Alben (Frog City, Southern Comfort und Stir Don’t Shake).

### Plainsong und Solo-Projekte
Ebenfalls 1971 und 1972 erschienen zwei weitere Solo-Alben von Matthews auf Mercury Records: If You Saw Thro’ My Eyes und Tigers Will Survive. Anfang 1972 gründete er die Folk-Band Plainsong. Allerdings verpflichtete der Vertrag mit Mercury Records Matthews zur Aufnahme eines weiteren Solo-Albums. So wurde innerhalb von nur fünf Tagen Journey from Gospel Oak aufgenommen. Danach setzte sich Matthews mit Plainsong für Elektra Records ins Studio und nahm In Search of Amelia Earhart auf. Nur wenig später trennte sich Matthews auch von Plainsong wieder, da sich Elektra weigerte, das Folge-Album zu veröffentlichen.
Matthews zog daraufhin nach Kalifornien und konnte Michael Nesmith als Produzenten für seine zwei nächsten Solo-Werke gewinnen. Die 1973er Produktion Valley Hi und Some Days You Eat the Bear, Some Days the Bear Eats You von 1974 erschienen beide auf Elektra, verkauften sich aber so schlecht, dass das Label Matthews feuerte. Seinen nächsten Vertrag, als Folge dessen die Alben Go for Broke (1976) und Hit and Run (1977) auf den Markt kamen, konnte er dann bei Columbia Records unterzeichnen.
Doch auch dieser Vertrag hielt nicht lange, und Matthews startete eine Zusammenarbeit mit Produzent Sandy Roberton. 1978 erschien Stealin’ Home auf Robertons eigenem Label Rockburgh. Das Album wurde ein Erfolg und enthielt Matthews’ größten Single-Hit in den USA, Shake It (Platz 13 der Charts). Die Folge-Alben Siamese Friends von 1979 und Spot of Interference von 1980 floppten jedoch vollkommen, sodass Rockburgh schließlich pleiteging.

### Rückzug, Comeback, Reunions
Nach der Gründung der sehr kurzlebigen Band Hi-Fi (zusammen mit Sänger David Surkamp von der Band Pavlov’s Dog) und der Veröffentlichung von deren Album Moods for Mallards entschloss sich seine neue Plattenfirma, Matthews’ nächste Solo-LP Shook 1983 ausschließlich in Deutschland auf den Markt zu bringen. Als Folge dessen zog sich Matthews zunächst aus der Musik-Szene zurück. 1986 spielte er bei einem Reunion-Konzert von Fairport Convention, und 1988 erschien Walking a Changing Line, das den Songs von Jules Shear gewidmet war.
In den 1990er Jahren nahm Matthews wieder eine Reihe von Alben auf. Außerdem gab es eine Reunion von Plainsong und die Gründung von Hamilton Pool. 2000 kam Matthews’ Studio-Album Tiniest Wham auf den Markt. Ferner nahm er mit der Band No Grey Faith das Sandy-Denny-Tribut Secrets All Told auf und arbeitete 2001 mit Elliott Murphy zusammen. Sein vorletztes Album Zumbach’s Coat (2004) nahm Matthews in Texas mit Bradley Kopp auf; zur Erstausgabe in Deutschland gab es die DVD eines Konzertes in Heilbronn aus demselben Jahr dazu.
2006 erschienen noch ein Best of seiner Arbeit mit Hi-Fi und eine DVD mit Interviews. 2010 gab es eine Zusammenarbeit mit dem niederländischen Musiker Ad Vanderveen. Im gleichen Jahr erschien mit A Kind of New ein Album der Gruppe Matthews Southern Comfort. 2014 legte er mit The Art of Obscurity, erneut in Zusammenarbeit mit Bradley Kopp, sein als „letztes Soloalbum“ angekündigtes neues Werk vor.

## Diskographie

### Alben
Die wichtigsten Solo- und Band-Alben; dazu kommen weitere Werke mit Fairport Convention und Plainsong sowie in diversen anderen Projekten:
- 1970: Matthews Southern Comfort – Matthews’ Southern Comfort
- 1970: Matthews Southern Comfort – Second Spring (UK-Charts #52)
- 1970: Matthews Southern Comfort – Later That Same Year (US #72)
- 1971: Ian Matthews – If You Saw Thro’ My Eyes
- 1971: Ian Matthews – Tigers Will Survive
- 1972: Ian Matthews – Journey from Gospel Oak (VÖ 1974)
- 1972: Plainsong – In Search of Amelia Earhart
- 1973: Ian Matthews – Valley Hi
- 1974: Ian Matthews –  Some Days You Eat the Bear, Some Days the Bear Eats You
- 1975: Matthews Southern Comfort – The Best of Matthews Southern Comfort (Kompilation)
- 1976: Ian Matthews – Go for Broke
- 1977: Ian Matthews – Hit and Run
- 1978: Ian Matthews – Stealin’ Home (US #80)
- 1979: Ian Matthews – Siamese Friends
- 1980: Ian Matthews – Discreet Repeat (Kompilation)
- 1980: Ian Matthews – Spot of Interference
- 1983: Hi-Fi – Moods for Mallards
- 1983: Ian Matthews – Shook
- 1987: Matthews Southern Comfort und Southern Comfort – Matthews Southern Comfort Meet Southern Comfort
- 1988: Ian Matthews – Walking a Changing Line (Windham Hill Records)
- 1990: Iain Matthews – Pure and Crooked
- 1990: Iain Matthews – Skeleton Keys
- 1991: Iain Matthews – Nights in Manhattan – Live (live)
- 1993: Iain Matthews – The Soul of Many Places (Kompilation 1972–1974)
- 1993: Plainsong – The Dark Side of the Room
- 1994: Iain Matthews – The Dark Ride
- 1994: Plainsong –  Voices Electric
- 1994: Matthews Southern Comfort – Scion (BBC-Aufnahmen von 1970)
- 1995: Iain Matthews – Camouflage
- 1996: Iain Matthews – God Looked Down
- 1996: Plainsong – Sister Flute
- 1996: Plainsong - Songs from the Red Couch - Live (mit Julian Dawson)
- 1998: Iain Matthews – Excerpts from Swine Lake
- 2000: Iain Matthews – A Tiniest Wham
- 2002: Plainsong - Flood Damage (mit Julian Dawson)
- 2003: Plainsong – Pangolins
- 2004: Iain Matthews – Zumbach’s Coat
- 2006: Iain Matthews – Osolomeo
- 2007: Iain Matthews – Contact
- 2008: Iain Matthews & Searing Quartet – Joy Mining
- 2010: Iain Matthews & Egbert Derix – Afterwords (live CD mit live DVD)
- 2010: Matthews Southern Comfort – Kind of New
- 2012: Plainsong – Fat Lady Singing
- 2014: Iain Matthews – The Art of Obscurity
- 2016: Iain Matthews – Live At Rockpalast - Hamburg 1983 (live DVD + 2 CDs)
- 2018: Matthews Southern Comfort – Like a Radio
- 2020: Matthews Southern Comfort – The New Mine
- 2022: Matthews Southern Comfort - The Woodstock Album

### Singles
mit Chartplatzierung:
- 1970: Matthews Southern Comfort – Woodstock (UK #1, US #22/1971, DE #27, AT #15)
- 1971: Matthews Southern Comfort – Mare, Take Me Home (US #96)
- 1971: Matthews Southern Comfort – Tell Me Why (US #98)
- 1972: Ian Matthews – Da Doo Ron Ron (When He Walked Me Home) (US #96)
- 1978: Ian Matthews – Shake It (US #13)
- 1979: Ian Matthews – Gimme an Inch Girl (US #67)